# Бииси
Бииси (груз. ბიისი) — село в Грузии, на территории Горийского муниципалитета края (мхаре) Шида-Картли.

## География
Село находится в центральной части Грузии, на берегах реки Таны, на расстоянии приблизительно 16 километров (по прямой) к юго-западу от города Гори, административного центра муниципалитета. Абсолютная высота — 1059 метров над уровнем моря.

## Население
По результатам официальной переписи населения 2014 года в Бииси проживало 30 человек (14 мужчин и 16 женщин). В национальной структуре населения грузины составляли 96,7 %, русские — 3,3 %.
| Год  | Население, человек |
| ---- | ------------------ |
| 2002 | 40                 |
| 2014 | ↘ 30               |